# Elgg
Elgg és una plataforma de serveis de xarxa social de codi obert que ofereix la creació de blogs, treball en xarxa, comunitat, recol·lecció de notícies via canals d'informació web i intercanvi d'arxius. Tot pot ser compartit entre els usuaris, utilitzant els controls d'accés i pot ser catalogat mitjançant etiquetes.
Elgg va ser iniciat originalment per Ben Wedmuller i David Tosh. Posteriorment van fundar l'empresa Curverider per continuar el desenvolupament del programari i vendreserveis relacionats. El 2009, Werdmuller es va retirar i va començar Outmap. La primera versió va ser realitzada el 18 d'agost de 2008. Va ser reescrita des de zero i amb diverses característiques noves de gran abast com are: un nou model de dades; importar/exportar; suport per OpenDD i més.
Elgg està llicenciat sota la GPL, i corre sobre la plataforma LAMP (Linux, Apache, MySQL i PHP). Els detalls es poden trobar en la pàgina web del projecte.
El 2008 el periodista de codi obert Mayank Sharma va escriure el llibre La xarxa social Elgg (Elgg Social Networking) i s'aplica a les versions 0.x. El llibre està recolzat pel director tècnic Ben Werdmuller.
L'agost de 2008, Elgg va ser nomenada com la millor plataforma social de treball en xarxa de codi obert per InfoWorld.